# Dong Jiong
Dong Jiong (på kinesisk: 董炯) (født 20. august 1973 i Beijing, Kina) er en kinesisk badmintonspiller, der tilhørte mændenes verdenselite i midten og slutningen af 1990'erne.
Dong vandt sølv ved OL i 1996 i Atlanta, hvor han i finalen tabte efter to tætte set til danske Poul Erik Høyer. Året efter vandt han de prestigefulde All England- og Denmark Open-titler. 

## OL-resultater
- 1996:  Sølv i single